# Manuel Martins Manso

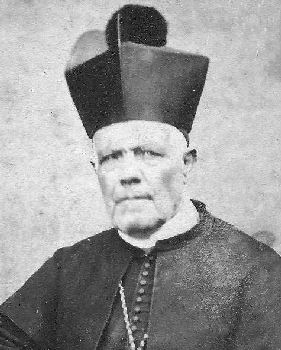
D. Manuel Martins Manso

Manuel Martins Manso (Bemposta, Mogadouro, 21 de Novembro de 1793 - Guarda, 1 de Dezembro de 1871) foi um bispo português natural de Trás-os-Montes e Alto Douro.

## Biografia
D. Manuel Martins Manso foi nomeado Bispo do Funchal em 1849, governou este bispado até 1858, no meio de graves convulsões clericais e sociais. Por motivos de saúde, resignou deste bispado, sendo colocado na Diocese da Guarda em 18 de Março de 1858, que governou até à morte.
Foi tio-bisavô do 1.º Visconde de Vale Pereiro.